# Wahlbezirk Böhmen 80
Der Wahlbezirk Böhmen 80 war ein Wahlkreis für die Wahlen zum Abgeordnetenhaus im österreichischen Kronland Böhmen. Der Wahlbezirk wurde 1907 mit der Einführung der Reichsratswahlordnung geschaffen und bestand bis zum Zusammenbruch der Habsburgermonarchie.

## Geschichte
Nachdem der Reichsrat im Herbst 1906 das allgemeine, gleiche, geheime und direkte Männerwahlrecht beschlossen hatte, wurde mit 26. Jänner 1907 die große Wahlrechtsreform durch Sanktionierung von Kaiser Franz Joseph I. gültig. Mit der neuen Reichsratswahlordnung schuf man insgesamt 516 Wahlbezirke mit je einem zu wählenden Abgeordneten, die durch Direktwahl mit allfälliger Stichwahl bestimmt wurden. Der Wahlkreis Böhmen 80 umfasste die Städte Leitmeritz, Theresienstadt, Lobositz, Auscha und Wegstädtl. Aus der Reichsratswahl 1907 ging zunächst Alois Funke von der Deutschen Fortschrittspartei als Sieger hervor, der jedoch im Jänner 1911 verstarb. Bei der Reichsratswahl 1911 konnte sich in der Folge Gustav Hummer von den Deutschradikalen durchsetzen.

## Wahlergebnisse

### Reichsratswahl 1907
Die Reichsratswahl 1907 wurde am 14. Mai 1907 (erster Wahlgang) sowie am 23. Mai 1907 (Stichwahl) durchgeführt.

#### Erster Wahlgang
| Kandidat                                                              | Partei                      | Wahlkreis- stimmen | Prozent |
| --------------------------------------------------------------------- | --------------------------- | ------------------ | ------- |
| Alois Funke                                                           | Deutsche Fortschrittspartei | 1423               | 36,6 %  |
| Josef Maresch                                                         | Sozialdemokratische Partei  | 902                | 2,6 %   |
| Franz Schreiter                                                       | Freialldeutsche Partei      | 744                | 19,2 %  |
| Ferdinand Divišek                                                     | Christlichsoziale Partei    | 412                | 10,6 %  |
| Jindřich Nechanský                                                    | Tschechischer Kandidat      | 382                | 9,8 %   |
|                                                                       | Sonstige Parteien           | 20                 | 0,5 %   |
| Wahlberechtigte: 5268, Ungültige Stimmen: 16, Wahlbeteiligung: 74,0 % |                             |                    |         |

#### Stichwahl
| Kandidat                                                              | Partei                      | Wahlkreis- stimmen | Prozent |
| --------------------------------------------------------------------- | --------------------------- | ------------------ | ------- |
| Alois Funke                                                           | Deutsche Fortschrittspartei | 2492               | 65,8 %  |
| Josef Maresch                                                         | Sozialdemokratische Partei  | 1295               | 34,2 %  |
| Wahlberechtigte: 5268, Ungültige Stimmen: 38, Wahlbeteiligung: 72,6 % |                             |                    |         |

### Reichsratswahl 1911
Die Reichsratswahl 1911 wurde am 13. Juni 1911 sowie am 20. Juni 1911 (Stichwahl) durchgeführt.

#### Erster Wahlgang
| Kandidat                                                              | Partei                                  | Wahlkreis- stimmen | Prozent |
| --------------------------------------------------------------------- | --------------------------------------- | ------------------ | ------- |
| Gustav Hummer                                                         | Deutschradikale Partei                  | 1651               | 39,8 %  |
| Wilhelm Neumann                                                       | Sozialdemokratische Partei              | 896                | 21,6 %  |
| Franz Habel                                                           | Christlichsoziale Partei                | 769                | 18,5 %  |
| Václav Hora                                                           | Tschechische Sozialdemokraten           | 458                | 11,0 %  |
| Josef Zoschke                                                         | deutscher selbständiger Gewerbekandidat | 349                | 8,4 %   |
|                                                                       | Sonstige                                | 25                 | 0,6 %   |
| Wahlberechtigte: 5268, Ungültige Stimmen: 38, Wahlbeteiligung: 72,6 % |                                         |                    |         |

### Stichwahl
| Kandidat                                                              | Partei                     | Wahlkreis- stimmen | Prozent |
| --------------------------------------------------------------------- | -------------------------- | ------------------ | ------- |
| Gustav Hummer                                                         | Deutschradikale Partei     | 2351               | 55,3 %  |
| Wilhelm Neumann                                                       | Sozialdemokratische Partei | 1899               | 44,7 %  |
| Wahlberechtigte: 5233, Ungültige Stimmen: 56, Wahlbeteiligung: 82,3 % |                            |                    |         |